# Élections générales portoricaines de 2020
Les élections générales de 2020 ont lieu à Porto Rico le 3 novembre 2020 afin d'élire le nouveau gouverneur du Commonwealth ainsi que les deux chambres de son parlement.
L'élection au poste de gouverneur est remportée par Pedro Pierluisi, candidat du Nouveau parti progressiste (PNP), avec 32,86 % des suffrages exprimés, soit une légère avance sur le candidat du Parti populaire démocrate (PPD), Carlos Delgado Altieri qui obtient 31,49 % des voix. Au niveau du Sénat et de la Chambre des représentants, le NPP perd la majorité des sièges et le PPD devient le nouveau parti majoritaire au parlement. 
Un référendum sur le statut de l'île est organisé le même jour.

## Contexte
Le 8 novembre 2016, le candidat du Nouveau parti progressiste (PNP), Ricardo Rosselló, est élu gouverneur de Porto Rico, avec 41,88 % des suffrages face à son adversaire David Bernier, candidat du Parti populaire démocrate (PPD). 
Le 13 juillet 2019, le Centre de journalisme d'investigation révèle 900 pages de conversation entre Rosselló et de hauts responsables locaux sur la messagerie Telegram, dans lesquels ils tiennent des propos sexistes et homophobes envers des leaders de l'opposition, des journalistes et des personnalités publiques. Ceci est le déclencheur de très importantes manifestations réclamant sa démission. Le chanteur Ricky Martin, homosexuel et visé personnellement par les moqueries, devient le porte-parole du mouvement, aux côtés des rappeurs Bad Bunny (qui interrompt sa tournée en Europe pour participer au mouvement) et René Perez ("Residente" de Calle 13).
Devant l'ampleur de la contestation, Rosselló annonce le 21 juillet qu'il ne briguera pas un nouveau mandat en 2020. Le 22 juillet 2019, des mandats de perquisitions sont émis contre lui et 11 autres membres de la conversation Telegram pour que les enquêteurs puissent avoir accès à leurs téléphones portables. Le 23 juillet, une manifestation réunit au moins 500 000 personnes, sur une population totale de l'île de 3,2 millions d'habitants, et bloque la principale artère de la capitale San Juan. Le 25 juillet, dans une vidéo diffusée par le gouvernement, Ricardo Rosselló présente sa démission, effective le 2 août suivant.

## Système électoral
Le gouverneur de Porto Rico est élu pour un mandat de quatre ans au scrutin uninominal majoritaire à un tour. 

## Élections primaires

### Primaires du Nouveau parti progressiste
Wanda Vázquez, gouverneure de Porto Rico depuis la démission de Rosselló, annonce en décembre 2019 sa volonté d'être candidate à un nouveau mandat en 2020. L'ancien commissaire résident et gouverneur par intérim, Pedro Pierluisi, se déclare lui aussi candidat aux primaires du Nouveau parti progressiste (NPP), avec comme colistier, la commissaire résidente sortante, Jenniffer González.
À l'issue de l'élection primaire du 16 août 2020, Pedro Pierluisi l'emporte sur Wanda Vázquez avec 57,67 % contre 42,33 % et est donc désigné candidat du parti à l'élection du 3 novembre prochain.
| Candidats       | Votes   | %      |
| --------------- | ------- | ------ |
| Pedro Pierluisi | 162 345 | 57,67  |
| Wanda Vázquez   | 119 184 | 42,33  |
| Total           | 281 529 | 100,00 |

### Primaires du Parti populaire démocrate
David Bernier, candidat du Parti populaire démocrate (PPD) lors des élections de 2016, a décliné une possible candidature.
Le 16 août 2020, l'élection primaire voit s'affronter l'ancien président du Sénat, Eduardo Bhatia, candidat déclaré depuis 2018, Carmen Yulín Cruz, maire de San Juan depuis 2013, et Carlos Delgado Altieri, maire d'Isabela depuis 2001. Ce dernier remporte le scrutin avec 62.97 % des voix.
| Candidats              | Votes   | %      |
| ---------------------- | ------- | ------ |
| Carlos Delgado Altieri | 128 638 | 62,97  |
| Eduardo Bhatia         | 48 563  | 23,77  |
| Carmen Yulín Cruz      | 27 068  | 13,25  |
| Total                  | 204 269 | 100,00 |

## Autres partis

### Mouvement de la victoire des citoyens
Alexandra Lugaro, candidate indépendante lors des élections de 2016, obtient le soutien du Parti ouvrier et d'autres formations politiques, pour mettre en place un nouveau parti, le Mouvement de la victoire des citoyens (MVC), dont elle est déclarée candidate.

### Parti indépendantiste portoricain
Maria de Lourdes Santiago, candidate du Parti indépendantiste portoricain (PIP) en 2016, s'est déclarée candidate aux primaires. Elle a été battue par Juan Dalmau, ancien candidat aux élections de 2012.

## Sondages
Pour des raisons techniques, il est temporairement impossible d'afficher le graphique qui aurait dû être présenté ici.

| Sondeur                                                | Date                   | Échantillon | Pedro Pierluisi (NPP) | Carlos Delgado Altieri (PPD) | Juan Dalmau (PIP) | Alexandra Lúgaro (MVC) | Autres | Indécis |
| ------------------------------------------------------ | ---------------------- | ----------- | --------------------- | ---------------------------- | ----------------- | ---------------------- | ------ | ------- |
| Jorge Benítez Nazario/Radio Isla/Telemundo Puerto Rico | 1er novembre 2020      | 1 010       | 32%                   | 35%                          | 15%               | 11%                    | 4%     | –       |
| The Research Office/El Nuevo Día                       | 27 - 30 octobre 2020   | 1000        | 35%                   | 34%                          | 10%               | 11%                    | 5%     | 3%      |
| Data for Progress                                      | 19 - 26 octobre 2020   | 439         | 39%                   | 35%                          | 8%                | 10%                    | 3%     | 5%      |
| Radio Isla/Jorge Benítez                               | 12 - 17 octobre 2020   | 676         | 31%                   | 35%                          | 14%               | 12%                    | 2%     | 5%      |
| Beacon Research/Puerto Rico Herald                     | 1 - 5 octobre 2020     | 1 200       | 31%                   | 24%                          | 8%                | 9%                     | 10%    | 18%     |
| Gaither International/El Vocero                        | 21 septembre 2020      | 2 401       | 27%                   | 24%                          | 8%                | 9%                     | 8%     | 23%     |
| El Nuevo Día                                           | 19 septembre 2020      | 1 000       | 38%                   | 37%                          | 6%                | 13%                    | 3%     | 5%      |
| Beacon Research/Puerto Rico Herald                     | 14 - 18 septembre 2020 | 803         | 29%                   | 27%                          | 6%                | 8%                     | 12%    | 17%     |
| Becaon Research/Puerto Rico Herald                     | 20 - 26 juillet 2020   | 802         | 26%                   | 24%                          | 7%                | 6%                     | 20%    | 16%     |
| El Nuevo Día                                           | 21 - 25 février 2020   | 1 000       | 40%                   | 19%                          | 7%                | 6%                     | 22%    | 6%      |

## Résultats

### Élection du gouverneur
| Candidats                | Candidats                | Partis                            | Voix      | %     |
| ------------------------ | ------------------------ | --------------------------------- | --------- | ----- |
|                          | Pedro Pierluisi          | Nouveau parti progressiste        | 406 830   | 32,86 |
|                          | Carlos Delgado Altieri   | Parti populaire démocrate         | 389 896   | 31,49 |
|                          | Alexandra Lugaro         | Mouvement Victoire Citoyenne      | 175 583   | 14,18 |
|                          | Juan Dalmau              | Parti indépendantiste portoricain | 169 516   | 13,69 |
|                          | César Vasquez            | Projet dignité                    | 85 211    | 6,88  |
|                          | Eliezer Molina           | Indépendant                       | 8 485     | 0,68  |
|                          | Candidat par écrit       | Candidat par écrit                | 2 513     | 0,20  |
|                          |                          |                                   |           |       |
| Votes valides            | Votes valides            | Votes valides                     | 1 238 034 | 99,45 |
| Votes blancs et nuls     | Votes blancs et nuls     | Votes blancs et nuls              | 6 807     | 0,55  |
| Total                    | Total                    | Total                             | 1 244 841 | 100   |
| Abstention               | Abstention               | Abstention                        | 1 111 053 | 47,16 |
| Inscrits / participation | Inscrits / participation | Inscrits / participation          | 2 355 894 | 52,84 |

### Élections législatives
| Partis                    | Partis                                | Partis | Districts | Districts | Districts | Territoire | Territoire | Territoire | Total | +/-           |
| Partis                    | Partis                                | Partis | Voix      | %         | Sièges    | Voix       | %          | Sièges     | Total | +/-           |
| ------------------------- | ------------------------------------- | ------ | --------- | --------- | --------- | ---------- | ---------- | ---------- | ----- | ------------- |
|                           | Parti populaire démocrate             | PPD    | 435 241   | 38,92     | 24        | 414 283    | 34,20      | 2          | 26    | 10            |
|                           | Nouveau parti progressiste            | NPP    | 437 808   | 39,15     | 16        | 443 404    | 36,60      | 5          | 21    | 13            |
|                           | Mouvement de la victoire des citoyens | MVC    | 125 489   | 11,22     | 0         | 151 409    | 12,50      | 2          | 2     | 2             |
|                           | Parti indépendantiste portoricain     | PIP    | 101 089   | 9,04      | 0         | 122 973    | 10,15      | 1          | 1     | en stagnation |
|                           | Projet dignité                        | PD     | 15 372    | 1,37      | 0         | 79 166     | 6,53       | 1          | 1     | 1             |
|                           | Indépendants                          | Ind    | 3 059     | 0,27      |           |            |            | 0          | 0     | en stagnation |
|                           |                                       |        |           |           |           |            |            |            |       |               |
| Votes valides             |                                       |        |           |           |           |            |            |            |       |               |
| Votes blancs et invalides |                                       |        |           |           |           |            |            |            |       |               |
| Total                     | Total                                 | Total  |           | 100       | 40        |            | 100        | 11         | 51    | en stagnation |
| Abstentions               |                                       |        |           |           |           |            |            |            |       |               |
| Inscrits / participation  |                                       |        |           |           |           |            |            |            |       |               |

### Élections sénatoriales
| Partis                    | Partis                                | Partis | Districts | Districts | Districts | Territoire | Territoire | Territoire | Total | +/-           |
| Partis                    | Partis                                | Partis | Voix      | %         | Sièges    | Voix       | %          | Sièges     | Total | +/-           |
| ------------------------- | ------------------------------------- | ------ | --------- | --------- | --------- | ---------- | ---------- | ---------- | ----- | ------------- |
|                           | Parti populaire démocrate             | PPD    | 797 203   | 36,50     | 11        | 360 963    | 31,10      | 2          | 13    | 9             |
|                           | Nouveau parti progressiste            | NPP    | 814 941   | 37,32     | 5         | 383 766    | 33,07      | 4          | 9     | 12            |
|                           | Mouvement de la victoire des citoyens | MVC    | 315 931   | 14,46     | 0         | 130 065    | 11,20      | 2          | 2     | 2             |
|                           | Parti indépendantiste portoricain     | PIP    | 198 093   | 9,07      | 0         | 132 208    | 11,31      | 1          | 1     | en stagnation |
|                           | Projet dignité                        | PD     | 57 465    | 2,63      | 0         | 86 227     | 7,43       | 1          | 1     | 1             |
|                           | Indépendants                          | Ind    |           |           |           | 67 151     | 5,79       | 1          | 1     | en stagnation |
|                           |                                       |        |           |           |           |            |            |            |       |               |
| Votes valides             |                                       |        |           |           |           |            |            |            |       |               |
| Votes blancs et invalides |                                       |        |           |           |           |            |            |            |       |               |
| Total                     | Total                                 | Total  |           | 100       | 16        |            | 100        | 11         | 27    | en stagnation |
| Abstentions               |                                       |        |           |           |           |            |            |            |       |               |
| Inscrits / participation  |                                       |        |           |           |           |            |            |            |       |               |

### Élection du Commissaire résident
| Candidats | Candidats           | Partis                            | Voix      | %     |
| --------- | ------------------- | --------------------------------- | --------- | ----- |
|           | Jenniffer González  | Nouveau parti progressiste        | 512 697   | 41,18 |
|           | Aníbal Acevedo Vilá | Parti populaire démocrate         | 400 412   | 32,16 |
|           | Zayira Jordan Conde | Mouvement Victoire Citoyenne      | 157 679   | 12,66 |
|           | Ada Norah Henriquez | Projet dignité                    | 95 873    | 7,70  |
|           | Luis Roberto Piñero | Parti indépendantiste portoricain | 78 503    | 6,30  |
|           |                     |                                   |           |       |
| Total     | Total               | Total                             | 1 296 169 | 100   |